# شورای شیکو
مجمع شیکو، (به ژاپنی: 四侯会議)، یا شورای چهار ارباب، یک شورای حکومتی بود که در ماه مه سال ۱۸۶۷ (سومین سال از دوره کیئو) در باکوماتسو (اواخر دوره ادو)، در کیوتو در ژاپن تشکیل شد. . این کنفرانس به ابتکار قلمرو ساتسوما، در بحبوحه گرایش به یک سیستم حکومتی با مشورت عمومی که در پایان دوره ادو محبوب بود، تأسیس شد. اگرچه این یک نهاد رسمی دربار امپراتوری یا شوگون‌سالاری نبود، اما به عنوان چیزی مشابه با آن رفتار می‌شد. قلمرو ساتسوما از این فرصت برای به دست گرفتن رهبری سیاسی از شوگون‌سالاری به اتحاد قلمروهای قدرتمند استفاده کرد و تلاش کرد تا سیستم سیاسی را به سیستمی با محوریت دربار امپراتوری و شوگون‌سالاری اصلاح کند، اما در یک نبرد سیاسی با یوشینوبو، در مدت زمان بسیار کوتاهی شکست خورد. در نتیجه، ساتسوما کاملاً توجه خود را به سرنگونی شوگون‌سالاری معطوف کرد.

## بررسی اجمالی
در جلسه‌های مشورتی آخرین و پانزدهمین شوگون از شوگون‌سالاری توکوگاوا توکوگاوا یوشینوبو یا کانپاکو، نیجو نارییوکی در مقابل چهار دایمیوی پر قدرت (یوهان):
- شیمازو هیسامیتسو از قلمرو ساتسوما
- ماتسودایرا یوشیناگا از قلمرو فوکویی (نام دیگر قلمرو اچیزن)
- یامائوچی یودو از قلمرو توسا
- داته مونه‌ناری از قلمرو اواجیما

با یکدیگر مشورت می‌کردند و در مورد واگذاری قدرت از شوگون‌سالاری توکوگاوا به یوهان (ژاپن) (دایمیوهای پرقدرت) بحث انجام شد که با عدم موافقت شوگون به شکست انجامید. پس از شکست این مذاکرات قلمرو ساتسوما به‌طور کامل به سمت براندازی شوگون‌سالاری توکوگاوا (جنبش براندازی شوگون) حرکت کرد.
در پایان این مذاکرات برخلاف تصمیم قلمرو ساتسوما جهت براندازی شوگون، یامائوچی یودو به شوگون نزدیکتر شد. یامائوچی یودو از محتوی هشت طرح از درون کشتی که ساکاموتو ریوما در ماه ژوئن همان سال پیشنهاد داده بود، اطلاع داشت. تحت تأثیر طرح‌های سیاسی ریوما، وی در ماه اکتبر به شوگون پیشنهاد داد که جهت باقی ماندن خاندان توکوگاوا در صحنه قدرت در طی تحولات آن زمان بهتر است قدرت را به امپراتور ژاپن واگذار کند. این نظر به «پیشنهاد توسا» شهرت دارد و در نهایت باعث تایسی هوکان در نوامبر سال ۱۸۶۷ شد.

توکوگاوا یوشینوبو و چهار دایمیو
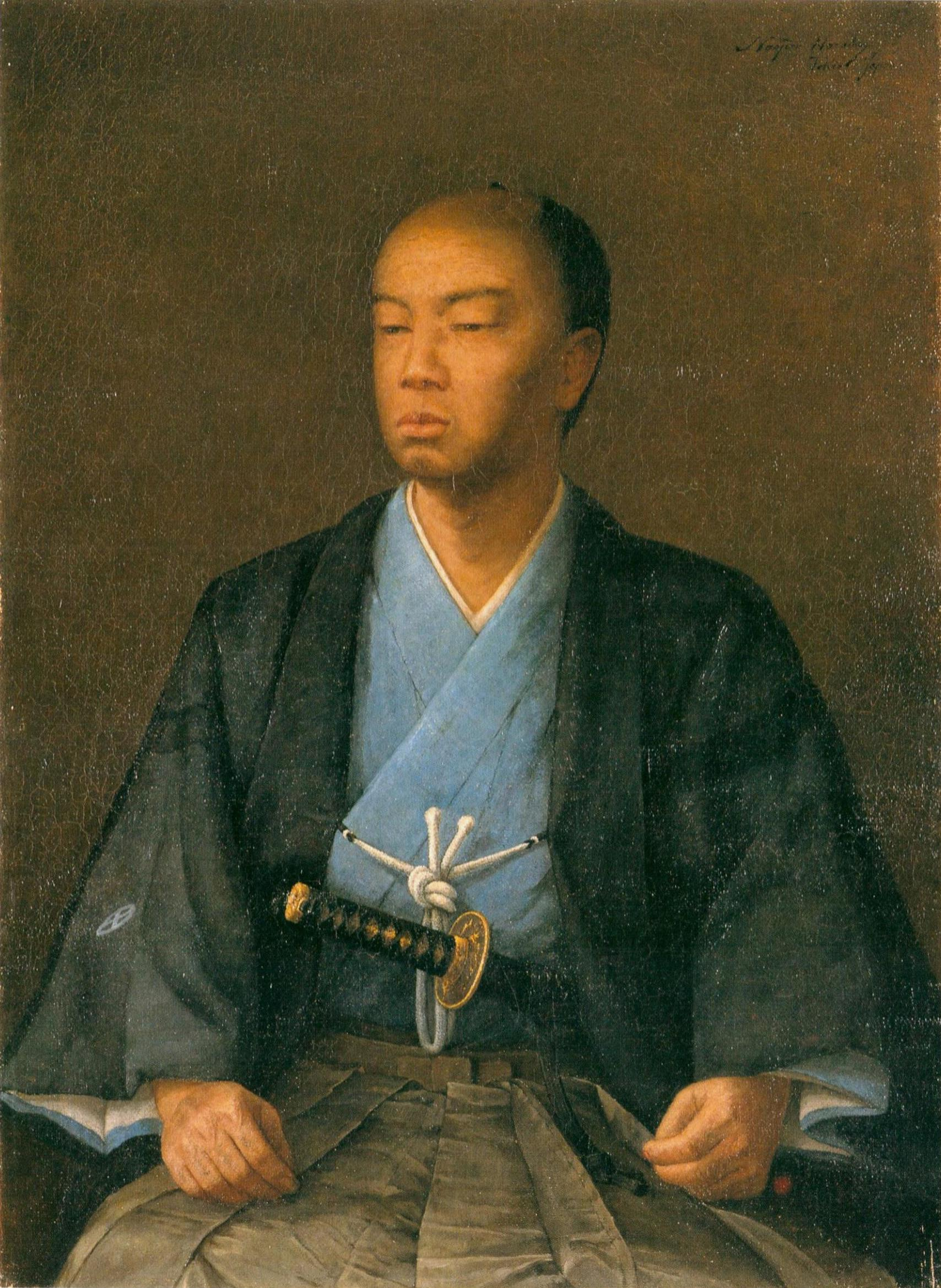
شیمازو هیسامیتسو از قلمرو ساتسوما
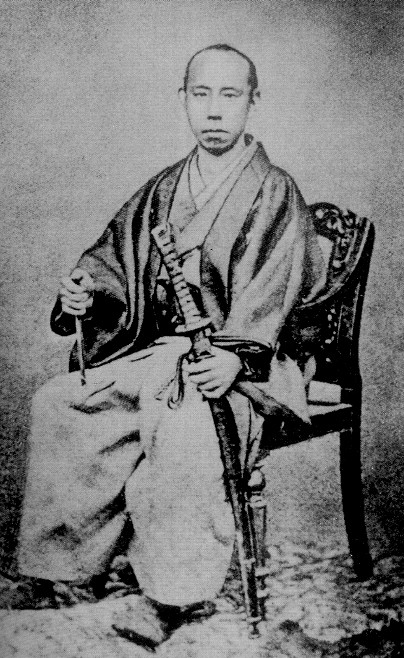
ماتسودایرا یوشیناگا از قلمرو فوکویی
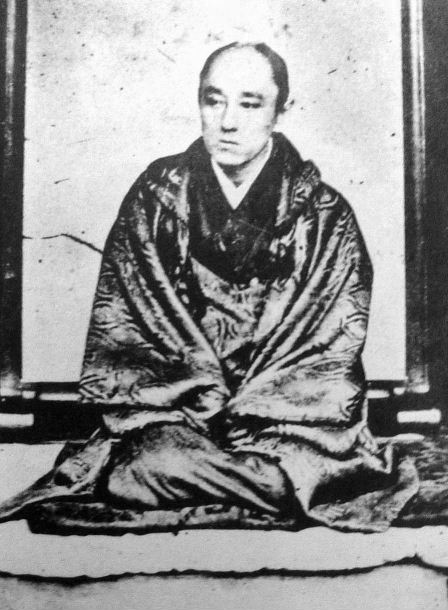
یامائوچی یودو از قلمرو توسا
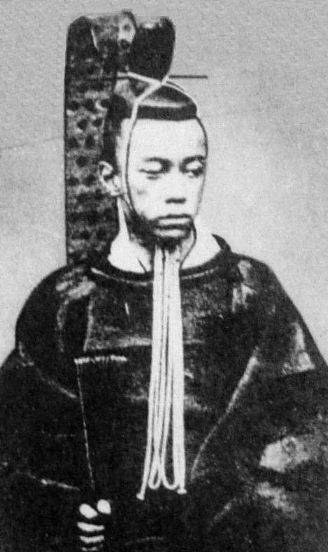
داته مونه‌ناری  از قلمرو اوواجیما

### برنامه جلسه
۴ مه (تقویم قمری)، هیسامیتسو، یودو، شونگاکو و مونناری در اقامتگاه خانداناچیزن در کیوتو گرد هم آمدند و کنفرانس چهار لرد آغاز شد. پس از آن، جلسات به شرح زیر برگزار شد:
- ۴ مه - جلسه در اقامتگاه خانداناچیزن
- ۶ مه (تقویم قمری)- گفتگو با نایب‌السلطنه /کانپاکو، نیجو نارییوکی در اقامتگاهش
- ۱۰ مه (تقویم قمری) - گفتگو با نایب‌السلطنه در اقامتگاه نیجو (یودو غایب بود)
- ۱۲ مه (تقویم قمری) - گفتگو در اقامتگاه خاندانتوسا. در مورد رفتن به قلعه نیجو بحث شد.
- ۱۴ مه (تقویم قمری) - گفتگو با یوشینوبو در قلعه نیجو. عکس یادگاری گرفته شد.
- ۱۷ مه (تقویم قمری)- جلسه در محل اقامت خاندان توسا
- ۱۹ مه (تقویم قمری) - جلسه با یوشینوبو در قلعه نیجو (یودو غایب بود)
- ۲۱ مه (تقویم قمری) - جلسه با یوشینوبو در قلعه نیجو (یودو غایب بود)

این کنفرانس چهار ارباب، بازسازی شورای سانیو/ شورای مشاوران بود که از پایان سال ۱۸۶۳ (بونکیو ۳) تا بهار سال بعد به مدت چند ماه برقرار بود و اعضا و دستور کار تقریباً یکسان بود، اما وضعیت کشور کاملاً تغییر کرده بود.

## مشکل بازگشایی بندر هیوگو
طبق پیمان دوستی و تجارت بین ایالات متحده و ژاپن، که در سال ۱۸۵۸ منعقد شد، و سایر پیمان‌ها با سایر کشورها (معاهده‌های پنج‌گانه آنسی)، قرار بود بندر هیوگو/بندر کوبه در سال ۱۸۶۳ برای عموم بازگشایی شود. با این حال، امپراتور کومی، که به خاطر نفرتش از بیگانگان شناخته می‌شد، به دلیل نزدیکی بندر هیوگو به کیوتو، قاطعانه با بازگشایی آن مخالف بود و برای خود پیمان، مجوز امپراتوری صادر نکرد، بنابراین برنامه‌های بازگشایی بندر خنثی شد.
کشورهای خارجی که از این وضعیت به ستوه آمده بودند، در ۱۳ سپتامبر ۱۸۶۵ توسط هری پارکس، فرستاده بریتانیا، درخواست کردند که ناوگانی مرکب از بریتانیا، فرانسه، هلند و ایالات متحده از تنگه کیتان عبور کرده و در سواحل هیوگو لنگر بیندازند و خواستار افتتاح بندر شوند. تفاهم‌نامه جدید لندن که توسط شوگون‌سالاری منعقد شد، افتتاح بندر را پنج سال به تعویق انداخت و ۱ ژانویه ۱۸۶۸ (۷ دسامبر ۱۸۶۷ در تقویم ژاپنی) را برای آن تعیین کرد، بنابراین تنها یک سال تا رسیدن یوشینوبو به مقام شوگون باقی مانده بود.
لئون روچس، فرستاده فرانسه، بلافاصله در ۶ فوریه با یوشینوبو (کیکی) در قلعه اوساکا ملاقات کرد و از او درخواست کرد که بندر هیوگو را افتتاح کند. در پاسخ، در ۵ مارس، کیکی از دربار امپراتوری درخواست اجازه افتتاح بندر هیوگو را کرد، اما درخواست او پذیرفته نشد و او دوباره در ۲۲ مارس درخواست خود را ارائه داد. این درخواست نیز رد شد. کشورهای خارجی ملزم بودند که شش ماه قبل (۷ ژوئن) از افتتاح بندر به کشور اطلاع داده شود و از آنجایی که دریافت مجوز تا پایان ماه مه کاملاً ضروری بود، کیکی تسلیم نشد و بار سوم درخواست خود را ارائه داد.
در همین حال، در اواسط ماه مارس، کیکی رسماً فرستادگانی از کشورهای مختلف را در قلعه اوساکا پذیرفت و اعلام کرد که به عنوان شوگون، افتتاح بندر هیوگو را با مسئولیت خود انجام خواهد داد. این اقدام، نیروهایی مانند قلمرو ساتسوما را که به دنبال تضعیف اقتدار شوگون‌سالاری بودند، مهار کرد و روشن ساخت که شوگون‌سالاری دولتی است که نماینده ژاپن است و کنترل قاطعی بر دیپلماسی دارد. به عبارت دیگر، در حالی که افتتاح بندر هیوگو یک مسئله دیپلماتیک بود، به شدت با مسائل سیاسی داخلی نیز مرتبط بود.

## شورای دربار شبانه
در ۲۳ مه، با نزدیک شدن به مهلت مقرر، کیکی مصمم بود که در شورای دربار هاراکیری کند. هر چهار ارباب که قرار بود به دستور امپراتوری احضار شده باشند، باید حضور می‌داشتند، اما از قبل فضایی از استعفای نیمه‌شب وجود داشت و در نهایت فقط شونگاکو و مونه‌ناری حضور داشتند. با وجود شور و شوق کیکی، دربار به شدت مقاومت کرد و با استناد به «اراده امپراتور سابق» به عنوان سپر، از اجازه افتتاح بندر هیوگو خودداری کرد. نایب‌السلطنه نیجو، که بین دو راهی گیر افتاده بود، سعی کرد تصمیم‌گیری را به تعویق بیندازد. با این حال، در طول استراحت نیمه‌شب، کیکی به شونگاکو گفت: «این بار، مصمم هستم تا زمانی که به نتیجه نرسیده‌ام، آنجا را ترک نکنم، مهم نیست چند روز و شب طول بکشد. در غیر این صورت، (اوکوبو، سایگو و دیگران) قطعاً عملیات خود را از سر خواهند گرفت.» او سرسختی باورنکردنی نشان داد.
سپیده دم روز بعد، نیجو سعی کرد جلسه را به دلیل طولانی شدن آن به هم بزند، اما وزیر اعظم تاکاتسوکاسا اظهار داشت: «اگر این جلسه نتواند در مورد یک تحریم امپراتوری که هم برای امپراتور و هم برای شوگون قابل قبول باشد، تصمیم بگیرد، کشور دچار هرج و مرج خواهد شد و دربار امپراتوری امروز به پایان خواهد رسید.» نیجو توسط پدرش، سوکه‌هیرو، مورد سرزنش قرار گرفت، اما این امر باعث شد که درباریان نیز نیجو را به خاطر عدم قاطعیتش سرزنش کنند و سرانجام در سپیده دم، نایب‌السلطنه تسلیم شد و تصمیم گرفته شد که درخواست افتتاح بندر هیوگو و ملایمت و نرمی در برابر چوشو و اخذ تحریم امپراتوری امپراتور میجی ارائه شود. رهبری کیکی در کسب تحریم امپراتوری در جلسه تمام شب، پیروزی کاملی برای کیکی در اوضاع سیاسی و شکستی برای کنفرانس چهار ارباب بود.

## انحلال
در طول کنفرانس چهار ارباب غرق در سخنرانی‌های کیکی شدند و حتی وقتی شروع به بحث کردند، حریف کیکی نشدند و کاملاً شکست خوردند. ابتدا، موضوع افتتاح بندر هیوگو سرانجام از طریق مذاکرات مداوم کیکی توسط دربار امپراتوری تصویب شد. موضوع مجازات قلمرو چوشو نیز به بایگانی سپرده شد و بهترین راهی که یوشینوبو خونسردی خود را نشان داد، گرفتن یک عکس یادگاری بود. پس از پایان تمام بحث‌های فوق، شرکت‌کنندگان کنفرانس چهار ارباب توسط یوشینوبو پذیرایی شدند و حتی یک عکس دسته‌جمعی نیز گرفته شد. کنفرانس چهار ارباب بدون هیچ دستاوردی برای هیچ‌کس به پایان رسید و تنها مهارت‌های سیاسی یوشینوبو را به نمایش گذاشت. برای او، عبور از این کنفرانس مشکلی نبود.
نقشه خاندان ساتسوما کاملاً خنثی شد. با این حال، از قضا، این کنفرانس در نهایت توانایی یوشینوبو را به عنوان یک سیاستمدار نشان داد البته، پس از آن، اوضاع برای شوگون‌سالاری به خوبی پیش نرفت. اول از همه، خاندان ساتسوما از ابتدا سیاست سرنگونی شوگون‌ها را نداشت، بلکه هدفش ایجاد یک دولت ائتلافی شامل خاندان توکوگاوا بود. با این حال، از آنجا که یوشینوبو بسیار توانمند بود، آنها مجبور شدند از این هدف صرف نظر کنند. در قلمرو ساتسوما، که به این ترتیب به گوشه‌ای رانده شده بود، این عقیده که «تنها راه حفظ ابتکار عمل قلمرو ساتسوما، سرنگونی شوگون‌سالاری با زور است» غالب شد.